# Lâche-moi les jarretelles
Pour plus de détails, voir Fiche technique et Distribution.
Lâche-moi les jarretelles (La vergine, il toro e il capricorno) est une comédie érotique italienne sortie en 1977 et réalisée par Luciano Martino.

## Synopsis
Un architecte milanais à succès vivant à Rome, qui trompe constamment sa femme, fait tout pour ne pas être découvert par celle-ci. Mais lorsque cela se produit, sa femme se venge en cocufiant son mari avec un jeune étudiant en architecture.

## Fiche technique
- Titre en français : Lâche-moi les jarretelles[1]
- Titre original : La vergine, il toro e il capricorno[2]
- Réalisation : Luciano Martino
- Scénario :	Luciano Martino, Francesco Milizia (it), Cesare Frugoni
- Photographie :	Giancarlo Ferrando (it)
- Montage : Eugenio Alabiso
- Musique : Franco Pisano
- Décors : Francesco Calabrese
- Costumes : Luciana Marinucci
- Production : Luciano Martino, Felice Colaiacomo, Franco Poccioni
- Société de production : Devon Film, Medusa Distribuzione
- Pays de production :  Italie
- Langue originale : italien
- Format : Couleurs par Eastmancolor - Son mono
- Durée : 92 minutes
- Genre : Comédie érotique italienne
- Dates de sortie :
  - Italie : 3 février 1977
  - France : 11 octobre 1978[1]

## Distribution
- Alberto Lionello : Gianni Ferretti
- Edwige Fenech : Gioia Ferretti
- Ray Lovelock : Patrizio Marchi
- Erna Schürer : touriste avec Patrizio
- Olga Bisera : Enrica
- Riccardo Garrone : le mari d'Enrica
- Aldo Maccione : Felice Spezzaferri
- Alvaro Vitali : Alvaro
- Mario Carotenuto : Benito Gussoni
- Ugo Bologna : le père de Gianni
- Cesarina Gheraldi : Zoraide, la mère de Gianni
- Anna Melita : Alida, la femme de chambre de la maison Ferretti
- Adriana Facchetti : la femme de Gussoni
- Michele Gammino : Raffaele
- Patrizia Webley : la femme de Raffaele
- Giacomo Rizzo : Peppino Ruotolo
- Fiammetta Baralla : Aida, la femme de Ruotolo
- Gianfranco Barra : Alberto Scapicolli
- Ria De Simone : Mme Scapicolli
- Tiberio Murgia : maréchal
- Lars Bloch : professeur américain
- Sabina De Guida : dame au bal
- Gabriella Lepori : la secrétaire de Gianni.
- Sophia Lombardo : l'autre secrétaire de Gianni.
- Lia Tanzi : Luisa
- Pinuccio Ardia :
- Dante Cleri : vendeur de glaces